# Andrés Bukowinski
Andrés Bukowinski (pol. Andrzej Bukowiński, Varsóvia, Polônia, 1940) é um diretor de cinema e comerciais de televisão.

## Biografia
Nascido numa Varsóvia ocupada pelo regime nazista, emigrou para a Argentina em 1949, onde iniciou por volta de 1961 sua carreira de diretor de comerciais.
Mudou-se para o Brasil em 1973, onde abriu sua produtora, a Aba Filmes.
Desde 1978 dirigiu o ator Carlos Moreno em mais de 350 filmes da Bombril.

## Carreira

### Cinema
- 2002 – Helena
- 2005 – Limbo